# Peptoniphilus timonensis
Peptoniphilus timonensis es una bacteria grampositiva y anaeróbica del género Peptoniphilus que ha sido aislada de heces humanas de Dielmo en Senegal.